# Kim Ga-eun
Kim Ga-eun (en hangul, 김가은; 8 de enero de 1989) es una actriz surcoreana.

## Carrera
Fue miembro de la agencia Popeye Entertainment, hasta octubre del 2019 después de que la agencia cerrara.

## Filmografía

### Series de televisión
| Año  | Título                        | Rol                      | Canal    | Notas              | Ref.                 |
| ---- | ----------------------------- | ------------------------ | -------- | ------------------ | -------------------- |
| 2009 | Style                         | Wang Mi-hye              | SBS      |                    |                      |
| 2010 | Daring Women                  |                          | SBS      |                    |                      |
| 2010 | Giant                         |                          | SBS      |                    |                      |
| 2010 | You Don't Know Women          |                          | SBS      |                    |                      |
| 2010 | Dr. Champ                     | Pi Jung-ah               | SBS      |                    |                      |
| 2011 | Scent of a Woman              | agente de viajes         | SBS      |                    |                      |
| 2011 | Brain                         | Lee Ha-young             | KBS2     |                    |                      |
| 2011 | What's Up?                    | Kim Ga-young             | MBN      |                    |                      |
| 2011 | Kimchi Family                 | madre soltera            | JTBC     |                    | (cameo)              |
| 2012 | My Lover, Madame Butterfly    | Kim Sal-goo              | SBS      |                    |                      |
| 2013 | Jang Ok-jung, Living by Love  | Hyang-yi                 | SBS      |                    |                      |
| 2013 | I Can Hear Your Voice         | Go Sung-bin              | SBS      |                    | [ 4 ]                |
| 2014 | Inspiring Generation          | So-so                    | KBS2     |                    |                      |
| 2014 | Gap-dong                      | estudiante de secundaria | tvN      | Aparición especial |                      |
| 2014 | Gunman in Joseon              | Im Je-mi                 | KBS2     |                    |                      |
| 2014 | Vampire Flower                | Seo-young                | Naver TV |                    | [ 5 ]                |
| 2014 | Single-minded Dandelion       | Min Deul-re              | KBS2     |                    | [ 6 ]                |
| 2015 | I Order You                   | Park Song-ah             | SBS Plus |                    |                      |
| 2016 | The Royal Gambler             | Gye Sul-im               | SBS      |                    |                      |
| 2017 | Reunited Worlds               | Sung Yeong-in            | SBS      |                    |                      |
| 2017 | Because This is My First Life | Yang Ho-rang             | tvN      |                    |                      |
| 2019 | The Wind Blows                | Son Ye-rim               | JTBC     | 16 episodios       | [ 7 ] [ 8 ]          |
| 2021 | On the Verge of Insanity      | Seo Na-ri                | MBC TV   |                    | [ 9 ]                |
| 2022 | Besos y presagios             | Ban Ho-woo               | Disney+  |                    | [ 10 ] [ 11 ]        |
| 2022 | Bajo el paraguas de la reina  | Tae So-yong              | tvN      |                    | [ 12 ]               |
| 2023 | King the Land                 | Kang Da-eul              | JTBC     |                    | [ 13 ]               |
| 2025 | Amor en el laboratorio        | Lee Ong-ju               | tvN      |                    | [ 14 ] [ 15 ] [ 16 ] |

### Películas
| Año  | Título         | Papel | Notas        |
| ---- | -------------- | ----- | ------------ |
| 2012 | Nuevo Empleado |       | cortometraje |

## Premios y nominaciones
| Año  | Premio                  | Categoría                                              | Nominación                                        | Resultado |
| ---- | ----------------------- | ------------------------------------------------------ | ------------------------------------------------- | --------- |
| 2013 | 6 de Korea Drama Awards | Mejor Actriz Revelación                                | Puedo Oír Tu Voz                                  | Nominada  |
| 2014 | 7 de Korea Drama Awards | Mejor Actriz Revelación                                | Puedo Oír Tu Voz                                  | Nominada  |
| 2014 | KBS Drama Awards        | Premio a la excelencia, a la Actriz en un Drama Diario | Sola-mente el diente de león                      | Nominada  |
| 2014 | KBS Drama Awards        | Mejor Actriz Revelación                                | Sola-mente el diente de león, Pistolero en Joseon | Nominada  |
| 2021 | 2021 MBC Drama Award    | Excellence Award, Actress in a Miniseries              | On the Verge of Insanity                          | Nominada  |